# Eparchia di Volžsk

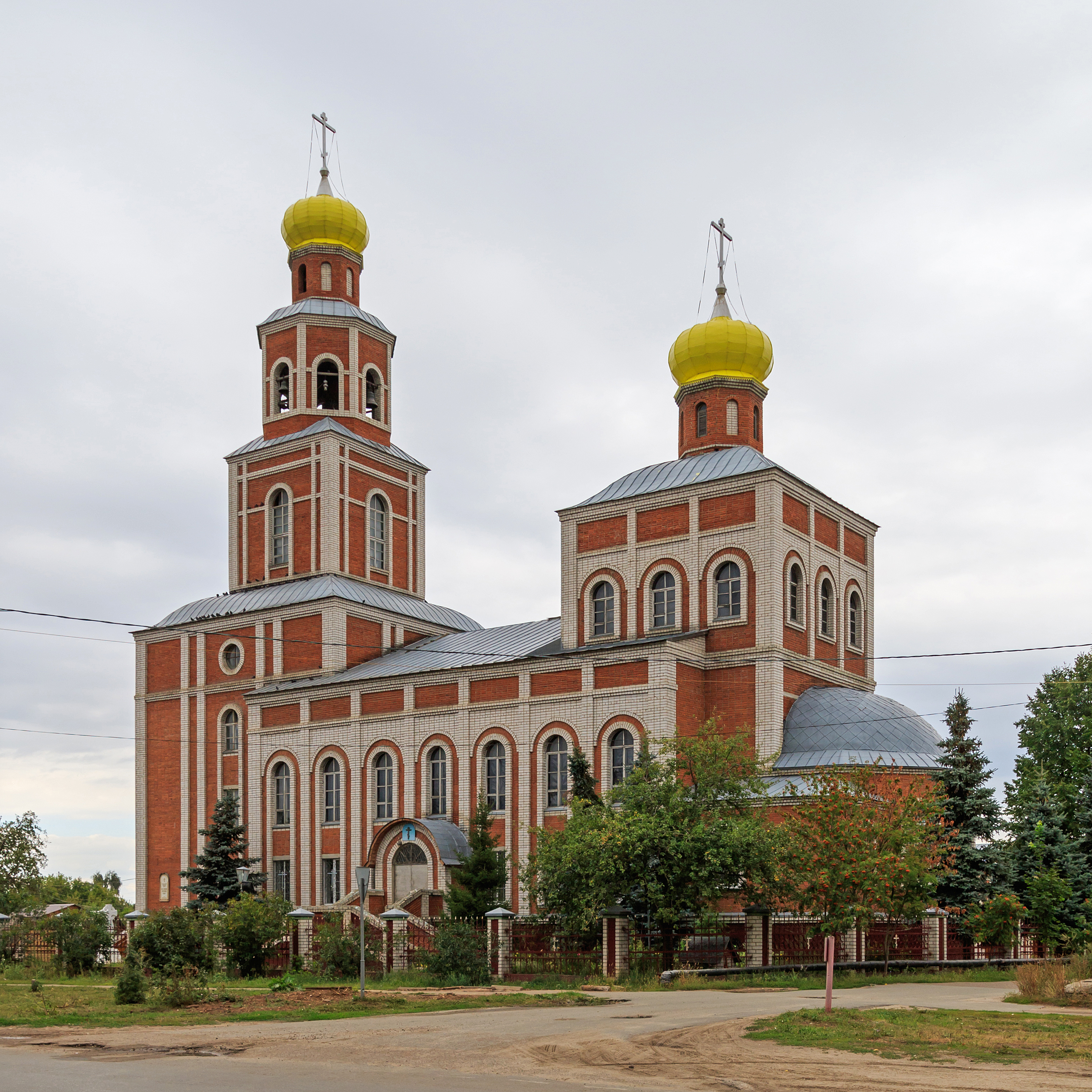
La cattedrale di San Nicola di Volžsk.

L'eparchia del Volga (in russo Волжская епархия?) è una diocesi della Chiesa ortodossa russa, appartenente alla metropolia dei Mari.

## Territorio
L'eparchia comprende la città di Volžsk e i rajon Volžskij, Kuzhenersky, Mari-Tureksky, Morkinsky, Novotoryalsky, Paranginsky e Sernursky nella Repubblica dei Mari.
Sede eparchiale è la città di Volžsk, dove si trova la cattedrale di San Nicola.
L'eparca ha il titolo ufficiale di «eparca del Volga e Sernur».

## Storia
L'eparchia è stata eretta dal Santo Sinodo della Chiesa ortodossa russa il 6 ottobre 2017, ricavandone il territorio dall'eparchia di Joškar-Ola.